# Manambin
Manambin is een bestuurslaag in het regentschap Mandailing Natal van de provincie Noord-Sumatra, Indonesië. Manambin telt 1608 inwoners (volkstelling 2010).